# Thomas Sydenham

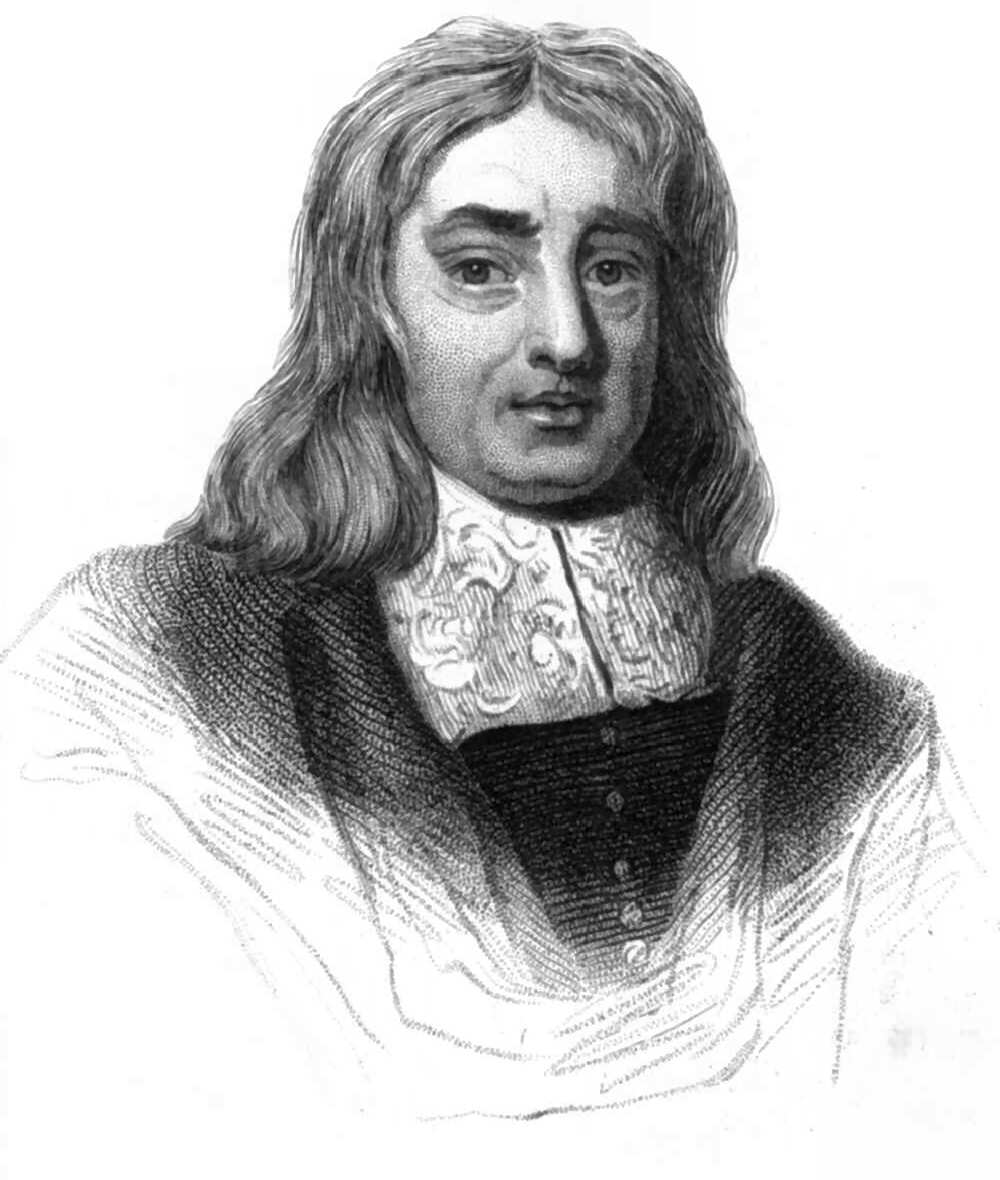
Thomas Sydenham

Thomas Sydenham (n. 10 septembrie 1624 - d. 29 decembrie 1689) a fost medic englez, supranumit Hippocrate al englezilor, celebru pentru observațiile sale epidemiologice, descrierile amănunțite ale malariei, scarlatinei, pojarului.

## Contribuții

Opera medica

### Scrieri
- 1666: Methodus curandi febres ("Metoda vindecării febrei")[1]
- 1682: Dissertatio epistolaris ("Dizertații asupra scrisorilor")
- 1683: Tractatus de podagra et hydrope ("Tratamentul artritei și edemelor")
- 1686: Schedula monitoria de novae febris ingressu ("Lista simptomelor febrei nou-apărute")
- 1692: Processus integri ("Procesul de vindecare")